# Lyncina
Lyncina is een geslacht van weekdieren uit de klasse van de Gastropoda (slakken).

## Soorten
- Lyncina camelopardalis (Perry, 1811)
- Lyncina carneola (Linnaeus, 1758)
- Lyncina kuroharai (Kuroda & Habe, 1961)
- Lyncina leviathan Schilder & Schilder, 1937
- Lyncina lynx (Linnaeus, 1758)
- Lyncina schilderorum Iredale, 1939
- Lyncina sulcidentata (Gray, 1824)
- Lyncina ventriculus (Lamarck, 1810)
- Lyncina vitellus (Linnaeus, 1758)

Niet geaccepteerde soorten:
- Lyncina aliceae Lum, 2013 → Lyncina schilderorum (Iredale, 1939)
- Lyncina argus (Linnaeus, 1758) → Arestorides argus (Linnaeus, 1758)
- Lyncina aurantium (Gmelin, 1791) → Callistocypraea aurantium (Gmelin, 1791)
- Lyncina broderipii (J. E. Gray, 1832) → Callistocypraea broderipii (J. E. Gray, 1832)
- Lyncina joycae (Clover, 1970) → Raybaudia joycae (Clover, 1970)
- Lyncina leucodon (Broderip, 1828) → Callistocypraea leucodon (Broderip, 1828)
- Lyncina nivosa (Broderip, 1827) → Callistocypraea nivosa (Broderip, 1827)
- Lyncina porteri (Cate, 1966) → Raybaudia porteri (C. N. Cate, 1966)
- Lyncina titan F. A. Schilder & M. Schilder, 1962 → Lyncina leviathan titan F. A. Schilder & M. Schilder, 1962